# Epitaph Records
Epitaph är ett amerikanskt skivbolag som är grundat och ägs av Bad Religion 1980 gitarrist Brett Gurewitz. Epitaps första utgåva var Bad Religions första EP, Bad Religion. Bolaget ägs än idag av Brett Gurewitz.
Skivbolaget har bland annat fört fram artister som The Offspring och NOFX. Bolagets mest framgångsrika album var The Offsprings Smash som sålde i över tolv miljoner exemplar världen över. De har också samarbetat med svenska Burning Heart Records, och släppt bland annat Refuseds, Millencolins och Turbonegros skivor i USA. Ett annat skivmärke hos Epitaph är ANTI-. Epithap har också släppt DVD-skivor med tal av Noam Chomsky.
Epitaph ger ut en serie samlingsskivor under namnet Punk-O-Rama. Framtill 2005 hade Punk-O-Rama släppts i tio delar. Den första kom ut 1994 och innehåller låtar från bland andra Rancid, NOFX, The Offspring och Pennywise. Punk-O-Rama här även släppts som DVD med musikvideor från band på bolaget.

## Bandlista
Band som är eller har haft kontrakt med Epitaph, ett urval.

- 1208
- Alkaline Trio
- ALL
- Atmosphere
- Bad Religion
- Bring Me the Horizon
- The Bouncing Souls
- Death by Stereo
- The Descendents
- Down by Law
- Every Time I Die
- Eyedea & Abilities
- Falling in Reverse
- Gas Huffer
- Guttermouth
- H2O
- L7
- Merle Haggard
- Millencolin
- Motion City Soundtrack
- New Found Glory
- NOFX
- The Offspring
- Off With Their Heads
- Pennywise
- Rancid
- Refused
- Rich Kids on LSD
- Set Your Goals
- SNFU
- Social Distortion
- Thursday
- Ten Foot Pole
- Total Chaos
- Tom Waits
- The Weakerthans
- Weezer